# 新阳站 (平安南道)
新陽站（：／ Sinyang yŏk */?）是朝鮮民主主義人民共和國平安南道新陽郡新陽邑的一個鐵路車站，属于平罗线。

## 邻近车站
平罗线
長林站 - 新陽站 - 仁平站